# Sonic Battle
Sonic Battle – gra z serii Sonic the Hedgehog, stworzona przez Sonic Team i wydana przez firmę Sega. Gra ukazała się na konsolę Game Boy Advance 4 grudnia 2003 w Japonii, a następnie 7 stycznia 2004 roku w Stanach Zjednoczonych.

## Fabuła
Ok. 4000 lat temu starożytna cywilizacja stworzyła broń w kształcie robota, którą nazwano Gizoid. Po wielu latach, Gizoid został znaleziony przez Doktora Eggmana, który próbował go wykorzystać do własnych celów. W wyniku porażki porzucił Gizoida na Emerald Beach, gdzie został znaleziony przez Sonica, który nazwał go Emerlem (nazwa oficjalna, używana przez Segę). Wspólnie z Sonikiem Emerl prowadzi walkę przeciwko złu.

## Rozgrywka
Gra jest bijatyką, w której maksymalnie może wziąć udział 4 graczy. Sonic Battle jest rozgrywany na trójwymiarowej arenie złożonej z prostych obiektów, mimo iż postacie są oparte na sprite'ach. Rozgrywka przypomina styl znany z serii Super Smash Bros. – w obu grach zastosowano mechanizm polegający na tym, że dana postać po śmierci odradza się na arenie.
Każda postać gracza może atakować i bronić się. Dodatkowo może wybrać przed walką jeden z trzech rodzajów walki/obrony, które otrzymują bonus w trakcie rozgrywki.